# Бишофсмајс
Бишофсмајс (њем. Bischofsmais) општина је у њемачкој савезној држави Баварска. Једно је од 24 општинска средишта округа Реген. Према процјени из 2010. у општини је живјело 3.188 становника. Посједује регионалну шифру (AGS) 9276116.

## Географски и демографски подаци
Бишофсмајс се налази у савезној држави Баварска у округу Реген. Општина се налази на надморској висини од 682 метра. Површина општине износи 46,3 km².

## Становништво
У самом мјесту је, према процјени из 2010. године, живјело 3.188 становника. Просјечна густина становништва износи 69 становника/km².